# Marmota d'Olympic
La marmota d'Olympic (Marmota olympus) és una espècie de rosegador de la família dels esciúrids. És endèmica de les muntanyes Olympic (Estats Units). S'alimenta d'herbes i fòrbies. El seu hàbitat són els prats alpins i subalpins i les rossegueres, on viu a prop del límit arbori. Es creu que no hi ha cap amenaça per a la supervivència d'aquesta espècie.